# 허 영공
허 영공(許 靈公)은 허나라의 제16대 남작(재위: 기원전 591년 ~ 기원전 547년)이다. 이름은 녕(寧)이고, 허 소공의 아들이다.